# Вальнево
Вальнево — деревня в Великолукском районе Псковской области России. Входит в состав сельского поселения «Пореченская волость».
Расположена в 49 км к югу от райцентра Великие Луки и в 11 км к востоку от волостного центра Поречье.

## Население
Численность населения деревни составляет на 2000 год — 6 жителей, на 2010 год — 7 жителей.

## История
До 2005 года деревня входила в состав ныне упразднённой Урицкой волости.